# رابرت تاپن موریس
رابرت تاپن موریس (انگلیسی: Robert Tappan Morris؛ زاده ۸ نوامبر ۱۹۶۵) استاد دانشگاه، کارآفرین رایانه‌ای، برنامه‌نویس و مجرم رایانه‌ای اهل ایالات متحده آمریکا است.